# Paipa
Paipa est une municipalité située dans le département de Boyacá, en Colombie.

## Démographie
Selon les données récoltées par le DANE lors du recensement de 2005, Paipa compte une population de 27 274 habitants.

## Liste des maires
- 2016 - 2019 : Yamit Noé Hurtado Neira
- 2020 - 2023 : Fabio Alberto Medrano Reyes[2]

## Personnalités liées à la municipalité
- Ángel Yesid Camargo (1967-) : cycliste né à Paipa.
- Wilson Cepeda (1980-) : cycliste né à Paipa
- Israel Corredor (1959-) : cycliste né à Paipa.
- Sebastián Molano (1994-) : cycliste né à Paipa.
- Libardo Niño (1968-) : cycliste né à Paipa.
- Víctor Niño (1973-) : cycliste né à Paipa.
- Israel Ochoa (1964-) : cycliste né à Paipa
- Diego Ochoa (1993-) : cycliste né à Paipa